# 弗雷多尼亞 (堪薩斯州)
弗雷多尼亞（英語：Fredonia）是一個位於美國堪薩斯州威爾遜縣的城市。同時該地也是威爾遜縣的縣治。

## 地方資料
弗雷多尼亞的座標為37°32′02″N 95°49′36″W / 37.53389°N 95.82667°W，而該地的海拔高度為273米（即896英尺）。根據2010年美國人口普查，該地共人口2151人，而該地的面積約為6.34平方千米。